# Parti vert du Pakistan
Le Parti vert du Pakistan (en ourdou : پاکستان گرین پارٹی ), également connu sous le nom de Verts du Pakistan, est un parti politique écologiste au Pakistan.

## Historique
Il est fondé le 28 avril 2002 et est actuellement dirigée par Liaquat Ali Shaikh.